# Pradipohok (avion)
Le RSAF Pradipohok, également connu sous le nom de Fighter Type 5, était un avion de chasse biplan monoplace conçu en 1929 par le lieutenant-colonel Luang Neramit Baijayonta pour la Royal Siamese Air Force, en l'honneur du roi Prajadhipok (Rama VII). Il s'agissait du deuxième avion conçu et fabriqué au Siam, et du premier avion de chasse siamois, bien qu'il n'ait jamais été produit en série. Le prototype unique resté expérimental, il n'a servi que pendant une courte période avant que la mort du concepteur n'interrompe son développement. Malgré son statut expérimental, il est tout de même resté en service jusqu'au début de la Seconde Guerre mondiale.

## Historique
- 1927

- Conception : Le Prajadhipok a été conçu par le lieutenant-colonel Luang Naramit Baijayonta.
- Développement : C'est le deuxième avion siamois conçu au Siam et le premier chasseur. Il fut nommé en l'honneur du roi Rama VII.
- 1928

- Premier vol.
- Essais comparatifs : Il fut testé contre le Nieuport Delage NiD.29C-1. Les résultats n'ont pas démontré de meilleures performances significatives par rapport au 29C-1.
- Désignation : L'appareil a été enregistré "Fighter No. 5" (BKh.5, บ.ข๕).
- Années 1930

- Utilisation : L'appareil a été principalement utilisé pour des essais et des démonstrations.
- 1941

- Fin de service : Le Prajadhipok était encore en service au début de la Seconde Guerre mondiale. Puis il est mis à la retraite.